# Stefano Mordini
Stefano Mordini (Marradi, 10 agosto 1968) è un regista, sceneggiatore e produttore cinematografico italiano.

## Biografia
La sua opera prima Provincia meccanica (2005) partecipa in concorso al Festival di Berlino 2005 ed è candidata a tre David di Donatello (miglior opera prima, miglior attore protagonista e migliore attrice protagonista) e a due Nastri d’argento (miglior regista esordiente e miglior attore protagonista); nel 2012 con Acciaio è a Venezia ed è candidato ad un Nastro d’argento (miglior attore non protagonista); nel 2016 è nella sezione "Un Certain Regard" di Cannes con Pericle il nero, candidato ad un David di Donatello (migliore sceneggiatura adattata). I suoi documentari sono Paz ’77 (Torino Film Festival), Il confine (Torino Film Festival), Come mio padre. Realizza una serie di documentari per la rivista Internazionale, fra cui L'allievo modello (Festival di Buenos Aires). Nel 2017 dirige il terzo film TV della serie Liberi sognatori La scorta di Borsellino - Emanuela Loi, con Greta Scarano e Riccardo Scamarcio, trasmesso il 28 gennaio 2018 su Canale 5. Nel 2018 è nella regia della seconda stagione della serie TV Solo, e gira Il testimone invisibile, candidato ad un David di Donatello come migliore sceneggiatura non originale e a due Nastri d’argento (miglior attore protagonista e migliore attrice non protagonista); nel 2019 dirige Gli infedeli e nel 2020 Lasciami andare, di nuovo candidato ai David di Donatello come migliore sceneggiatura non originale e film di chiusura della 77ª Mostra del cinema di Venezia; nel 2021 realizza La scuola cattolica, ancora candidato ai David di Donatello come miglior sceneggiatura non originale.
È stato docente di sceneggiatura all'Università IULM di Milano.
È il compagno dell'attrice Valentina Cervi. La coppia ha due figli.

## Filmografia
- La tempesta – cortometraggio (1998)
- Armando Dolci - Vestiti - cortometraggio (1998)
- Paz '77 – documentario (2001)
- L'allievo modello – documentario (2002)
- Provincia meccanica (2005)
- Il confine – documentario (2007)
- Acciaio (2012)
- Pericle il nero (2016)
- Il testimone invisibile (2018)
- Gli infedeli (2020)
- Lasciami andare (2020)
- La scuola cattolica (2021)
- Race for Glory: Audi vs. Lancia (2024)

### Televisione
- Essere Claudia Cardinale – documentario TV (2005)
- La scorta di Borsellino - Emanuela Loi – film TV (2018)
- Solo 2 – serie TV (2018)
- Adorazione – serie TV (2024)

### Videoclip
- Carmen Consoli - Eco di sirene (1998)
- Il Genio - Pop porno (2008), Non è possibile (2009)
- Yo Yo Mundi - L'impazienza (1999)